# Франклін (округ, Огайо)
Шаблон:StateAbbr_ 39°58′ пн. ш. 83°01′ зх. д. / 39.97° пн. ш. 83.01° зх. д.
Округ  Франклін (англ. Franklin County) — округ (графство) у штаті  Огайо, США. Ідентифікатор округу 39049.

## Історія
Округ утворений 1803 року.

## Демографія
За даними перепису 
2000 року 
загальне населення округу становило 1068978 осіб, зокрема міського населення було 1049003, а сільського — 19975.
Серед мешканців округу чоловіків було 519283, а жінок — 549695. В окрузі було 438778 домогосподарств, 263601 родин, які мешкали в 471016 будинках.
Середній розмір родини становив 3,03.
Віковий розподіл населення поданий у таблиці:
| Стать    | До 15 років | 15-21 | 22-29 | 30-39 | 40-49 | 50-65 | 65-85 | Понад 85 |
| -------- | ----------- | ----- | ----- | ----- | ----- | ----- | ----- | -------- |
| Чоловіки | 116090      | 55913 | 74859 | 88950 | 76375 | 66085 | 38103 | 2908     |
| Жінки    | 111441      | 54837 | 74771 | 88068 | 82033 | 75250 | 54463 | 8832     |

## Суміжні округи
- Делавер — північ
- Феєрфілд — південний схід
- Лікінґ — схід
- Медісон — захід
- Пікавей — південь
- Юніон — північний захід

## Виноски
1. ↑  U.S. Decennial Census. United States Census Bureau. Архів оригіналу за 26 квітня 2015. Процитовано 7 лютого 2015.
2. ↑  Historical Census Browser. University of Virginia Library. Архів оригіналу за 11 серпня 2012. Процитовано 7 лютого 2015.
3. ↑  Forstall, Richard L., ред. (27 березня 1995). Population of Counties by Decennial Census: 1900 to 1990. United States Census Bureau. Процитовано 7 лютого 2015.
4. ↑  Census 2000 PHC-T-4. Ranking Tables for Counties: 1990 and 2000 (PDF). United States Census Bureau. 2 квітня 2001. Процитовано 7 лютого 2015.
5. ↑  Franklin County now most populous in Ohio. Columbus Dispatch. Архів оригіналу за 19 червня 2020. Процитовано 31 березня 2017. [Архівовано 2020-06-19 у Wayback Machine.]
6. ↑  American FactFinder. Бюро перепису населення США. Архів оригіналу за 26 лютого 2012. Процитовано 31 січня 2008. [Архівовано 2008-05-21 у Wayback Machine.]

| США | Це незавершена стаття з географії США. Ви можете допомогти проєкту, виправивши або дописавши її. |